# Molar (Zahn)

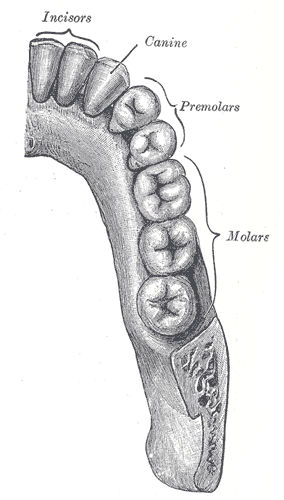
Darstellung der rechten Unterkieferhälfte mit den unterschiedlichen Zahngruppen

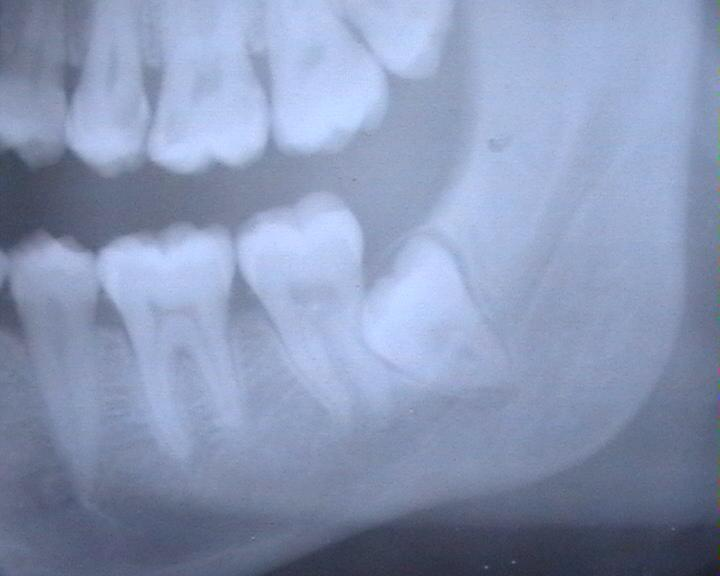
Röntgen-Übersichtsaufnahme (Ausschnitt): obere und untere Molaren, teilweise auch Prämolaren. Nebenbefund: Der untere Weisheitszahn ist retiniert.

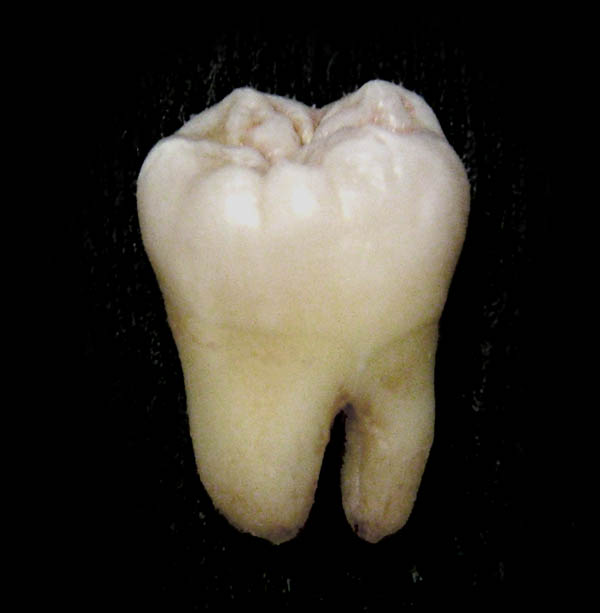
Unterer Molar. Dieser Zahn hat vergleichsweise sehr kurze Zahnwurzeln.

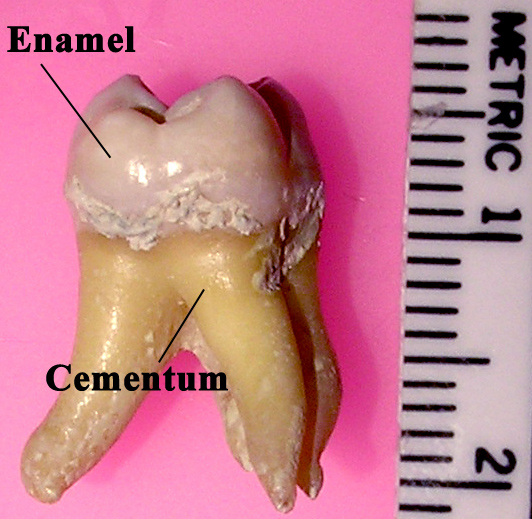
Oberer Molar, Zahn 26. Man beachte die Divergenz der Wurzeln.

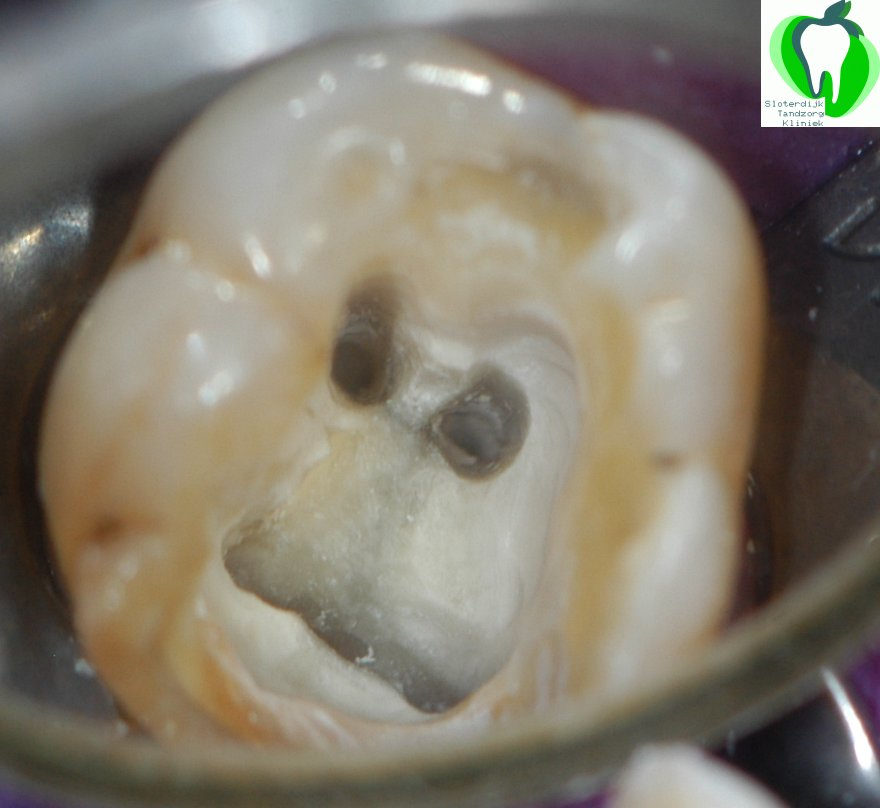
Zahn 36: Häufig auch mit vier Wurzelkanälen

Ein Mahlzahn oder Molar (Dens molaris, Plural Dentes molares; von lateinisch molaris ‚Mühlstein‘) ist ein großer Backenzahn. Molaren dienen in erster Linie dem Zermahlen von Nahrung, welche zuvor von den Schneidezähnen abgebissen wurde. Überzählige Molaren werden als Paramolar bezeichnet.

## Bleibendes Gebiss – Milchgebiss
Beim Menschen unterscheidet man zwischen den Molaren der bleibenden Zähne und den Molaren im Milchgebiss, den Milchmolaren. Jeder Quadrant enthält drei bleibende Molaren, somit enthält das bleibende Gebiss  insgesamt zwölf Molaren. Im Milchgebiss enthält jeder Quadrant zwei Milchmolaren. Im FDI-Zahnschema erhalten die bleibenden Molaren die Zahnbezeichnungen  6, 7 und 8, denen die Quadrantenziffer vorangestellt wird, beispielsweise hat der zweite obere rechte bleibende Molar die Zahnbezeichnung 17. Die Milchmolaren erhalten die Zahnbezeichnung 4 und 5. So hat der erste untere rechte Milchmolar die Zahnbezeichnung 84.  Molaren sind große, kräftige Zähne mit ausgeprägten Höckern (Tuberkeln) und Grübchen (Fissuren). Der erste obere bleibende Molar, seltener der zweite, hat oft einen akzessorischen Höcker, das Tuberculum carabelli.

## Dentition
Als erster bleibender Zahn bricht der erste Molar (6er) ungefähr im Alter von sechs Jahren hinter dem letzten Milchzahn durch (also ohne dass ein Milchzahn vorher ausfällt). Man nennt ihn daher auch Sechsjahrmolar. Der zweite Molar (7er) bricht etwa im Alter von zwölf Jahren als vorläufig letzter durch. Der dritte Molar erscheint normalerweise erst im Erwachsenenalter (mit ca. 18 bis 25 Jahren) und wird deshalb auch Weisheitszahn genannt. Bei ca. 50 % der Menschen sind die Weisheitszähne nicht angelegt bzw. verlagert und/oder retiniert.
Weil die Sechsjahrmolaren in der Regel schon vor dem Verlust der Milchschneidezähne durchbrechen, werden sie von Laien oft als verspätete Milchzähne angesehen. Als solche werden sie dann bei der Zahnpflege vernachlässigt („Die fallen ja doch aus“) und nehmen somit häufig schon sehr früh Schaden.
Die Molaren werden im Volksmund „Zuwachszähne“ genannt, weil an ihrer Position vorher keine Milchzähne standen. Im Gegensatz dazu verursachen die Ersatzzähne (1er bis 5er) bei ihrem Zahndurchbruch den Ausfall des Milchzahnes an der jeweiligen Position. In seltenen Fällen wird ein Milchzahn nicht durch einen Ersatzzahn ausgestoßen. Der Milchzahn bleibt dann im Gebiss stehen, er persistiert. Dabei kann es sich entweder um einen retinierten und/oder verlagerten Zahn handeln oder um eine Nichtanlage des bleibenden Zahnes. Beides kommt bei Molaren nicht vor.
In seltenen Fällen findet sich auch noch ein neunter Zahn, der als vierter Molar durchbricht.

## Zahnwurzeln
Die Anzahl der Zahnwurzeln, der Wurzelkanäle und der Höcker sind in der folgenden Tabelle wiedergegeben, wobei Abweichungen möglich sind.
| Zähne  | Anzahl der Zahnwurzeln | Anzahl der Wurzelkanäle          | Anzahl der Höcker |
| ------ | ---------------------- | -------------------------------- | ----------------- |
| 16, 26 | 3                      | 3 (41,1 %) 4 (56,5 %) 5 ( 2,4 %) | 4                 |
| 17, 27 | 3                      | 3 4                              | 4                 |
| 18, 28 | variabel               | variabel                         | variabel          |
| 36, 46 | 2                      | 2 ( 6,7 %) 3 (64,4 %) 4 (28,9 %) | 5                 |
| 37, 47 | 2                      | 2 3 4                            | 4                 |
| 38, 48 | variabel               | variabel                         | variabel          |

Das menschliche Gebiss (schematisiert):
Im Oberkiefer haben die menschlichen Molaren drei oder mehr Wurzeln. Eine sehr kräftige auf der Gaumenseite (palatinale Wurzel) und zwei kleinere auf der Wangenseite (vestibulär). Von diesen wiederum ist eine Wurzel vorne (mesial) und die andere hinten (distal). Die beiden vestibulären Wurzeln werden korrekt als mesio-vestibuläre Wurzel und als disto-vestibuläre Wurzel bezeichnet. Im Praxisalltag wird aber einfach nur kurz von der distalen, mesialen und palatinalen Wurzel gesprochen. Pro Wurzel findet sich mindestens ein Wurzelkanal. Mesio-vestibuläre Wurzeln haben mitunter zwei Kanäle.
Im Unterkiefer haben die Molaren zwei Wurzeln. Davon liegt eine Wurzel mesial (vorne) und eine Wurzel distal (hinten). Pro Wurzel findet sich mindestens ein Wurzelkanal. Die mesiale Wurzel hat jedoch in der Mehrzahl der Fälle zwei Kanäle – ein Kanal liegt vestibulär (auf der Wangenseite) und der andere lingual (auf der Zungenseite).
Die Wurzeln der Weisheitszähne können sowohl in ihrer Zahl (1 bis 5) als auch in ihrer Form (zum Beispiel verkümmert oder mit Widerhaken) extrem variabel sein, ebenso die Anzahl der Wurzelkanäle. Das kann bei Zahnextraktionen zu Problemen und bei Wurzelbehandlungen zu unlösbaren Problemen führen.
Bei Benutzung eines Operationsmikroskops ist die Erfolgsquote bei der Auffindung weiterer Wurzelkanäle deutlich erhöht.